# Ommatius strigatipes
Ommatius strigatipes là một loài ruồi trong họ Asilidae. Ommatius strigatipes được Meijere miêu tả năm 1911. Loài này phân bố ở miền Ấn Độ - Mã Lai.